# Alangium

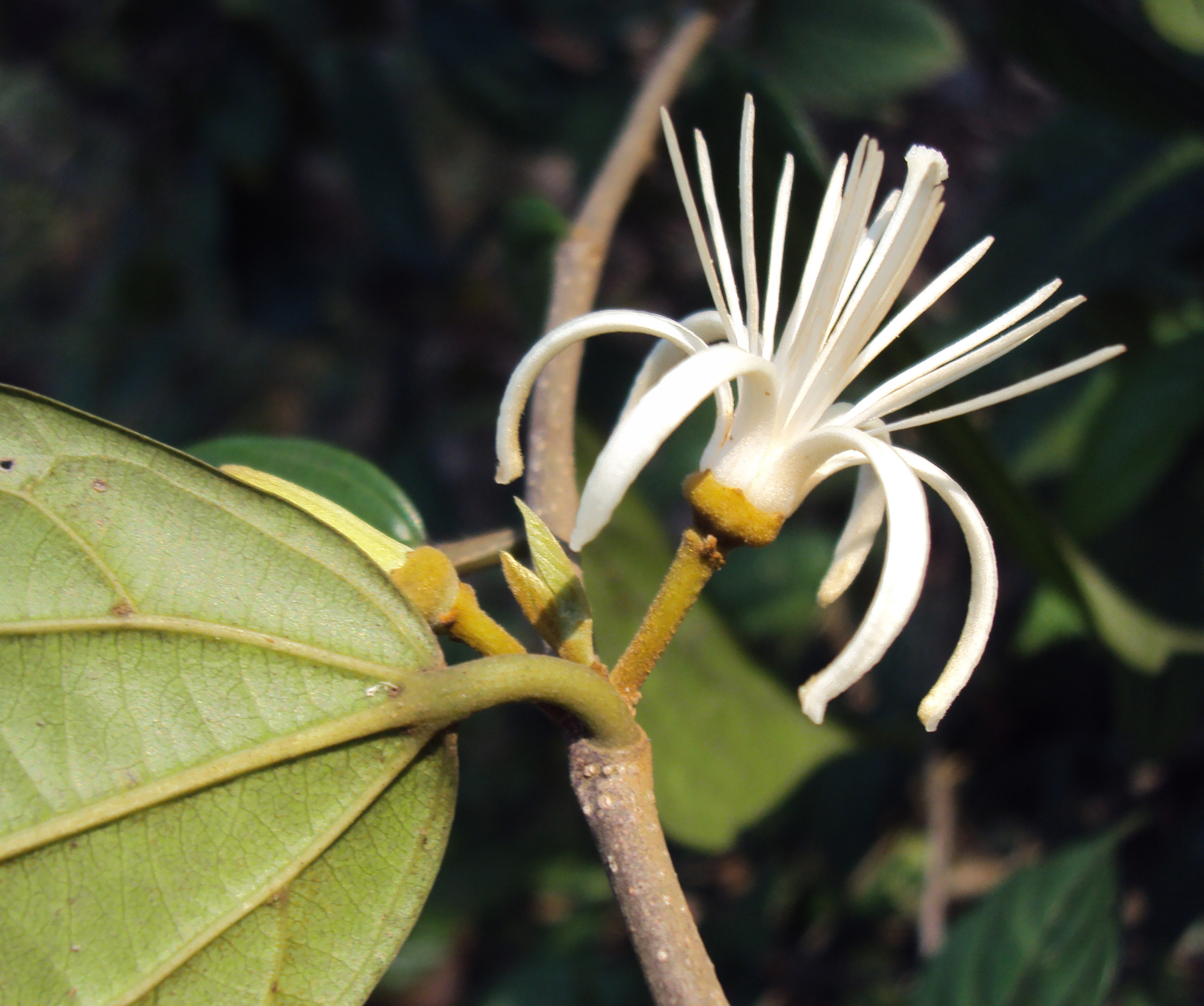
Alangium salvifolium

Alangium, wyrzeczka (Alangium Lam.) – rodzaj roślin z rodziny dereniowatych (w niektórych systemach klasyfikacyjnych podnoszony do rangi rodziny Alangiaceae). Obejmuje 58 gatunków. Rośliny te występują w Afryce środkowej, w południowo-wschodniej Azji i Australazji – na obszarze od Pakistanu po Japonię oraz wschodnią Australię i Nową Kaledonię. Rodzaj najbardziej zróżnicowany jest w Afryce równikowej i w Chinach (11 gatunków). Najszerszy zasięg od wschodniej Afryki przez Indie po Chiny ma alangium chińskie A. chinensis. Są to rośliny drzewiaste rosnące w lasach.
Rośliny te użytkowane są dla drewna, jako lecznicze i ozdobne. Australijski gatunek A. villosum ma drewno silnie aromatyczne po ścięciu. A. salviifolium wykorzystywany jest w Indiach do celów leczniczych, stosowany tam podobnie jak ipekakuana. Rośliny uprawiane są jako ozdobne, zwłaszcza alangium platanolistne A. platanifolium, przy czym ze względu na wrażliwość na mrozy – tylko w klimacie ciepłym lub łagodnym umiarkowanym.

## Morfologia

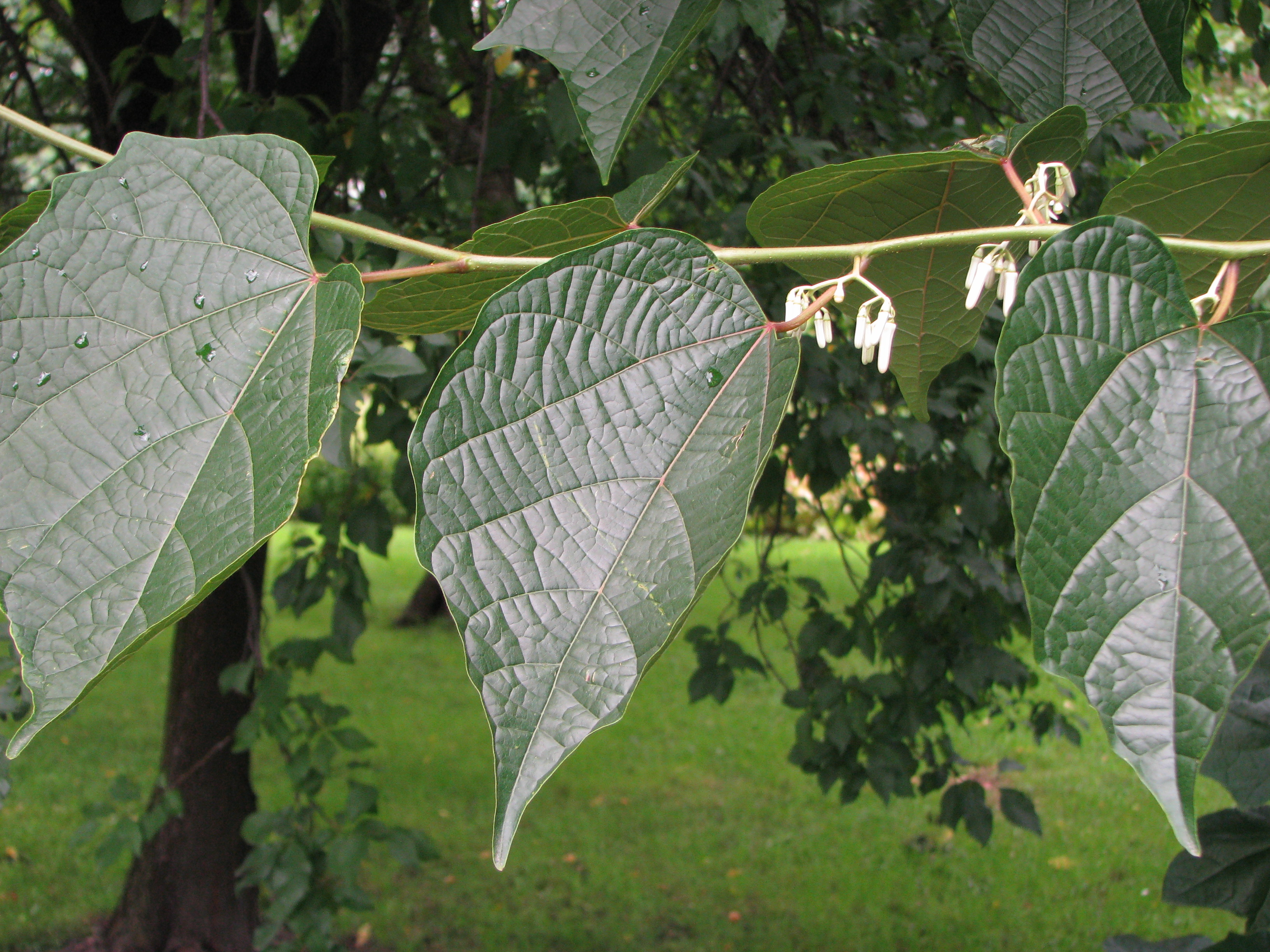
Alangium platanolistne

PokrójDrzewa do 17 m wysokości, rzadziej krzewy i liany, czasem z pędami ciernistymi, w różnym stopniu owłosionymi i z różnymi włoskami, czasem gruczołowatymi i gwiazdkowatymi, w przypadku A. grisolleoides z Madagaskaru, także dwuramiennymi.
LiścieZimozielone i sezonowe, skrętoległe, pojedyncze, bez przylistków, całobrzegie lub klapowane, z użyłkowaniem dłoniastym lub pierzastym.
KwiatyPromieniste, obupłciowe (tylko u A. grisolleoides jednopłciowe, a rośliny dwupienne), zebrane w wierzchotki wyrastające w kątach liści. Kielich z 4–10 działkami, czasem z ząbkami uciętymi. Płatki korony w liczbie 4–10, równowąskie do taśmowatych, podwinięte w czasie kwitnienia, czasem zrośnięte u nasady, owłosione od wewnątrz, białe, kremowe, rzadko żółte. Pręciki w liczbie od 4 do 40, w jednym okółku wokół dysku miodnikowego. Nitki pręcików wolne lub krótko u nasady zrośnięte, czasem przyległe u nasady do płatków, od wewnątrz owłosione, czasem szczecinkowato. Pylniki równowąskie lub strzałkowate. Zalążnia dolna, jedno-, rzadziej dwukomorowa. Szyjka słupka nitkowata zwieńczona znamieniem maczugowatym, 2-4–łatkowym lub główkowatym.
OwoceKuliste, soczyste i niewielkie pestkowce zwieńczone trwałym kielichem i dyskiem miodnikowym, z 1 lub 2 nasionami.

## Systematyka
Pozycja systematyczna
W systemie APG IV z 2016 rodzaj siostrzany względem rodzaju dereń Cornus w rodzinie dereniowatych. W systemach klasyfikacyjnych wyróżniających liczniejsze, wąsko ujmowane rodziny (np. w systemie Takhtajana z 2009) rodzaj podnoszony jest do rangi monotypowej rodziny Alangiaceae A.P. de Candolle 1828 (w XIX wieku w polskich źródłach określanych nazwą wyrzeczkowate).
Wykaz gatunków
- Alangium alpinum (C.B.Clarke) W.W.Sm. & Cave
- Alangium amplum W.J.de Wilde & Duyfjes
- Alangium barbatum (R.Br. ex C.B.Clarke) Baill. ex Kuntze
- Alangium borneense Merr.
- Alangium brassii W.J.de Wilde & Duyfjes
- Alangium chinense (Lour.) Harms – alangium chińskie
- Alangium circulare B.C.Stone & Kochummen
- Alangium confertiflorum Y.H.Tan & H.B.Ding
- Alangium denudatum (Bloemb.) W.J.de Wilde & Duyfjes
- Alangium ebenaceum (C.B.Clarke) Harms
- Alangium faberi Oliv.
- Alangium ferrugineum C.T.White
- Alangium frutescens Zoll. & Moritzi
- Alangium glabrum W.J.de Wilde & Duyfjes
- Alangium glandulosum Thwaites
- Alangium gracile W.J.de Wilde & Duyfjes
- Alangium grisolleoides Capuron
- Alangium guadalcanalense W.J.de Wilde & Duyfjes
- Alangium havilandii Bloemb.
- Alangium hexapetalum Lam.
- Alangium hirsutum Bloemb.
- Alangium hollrungii (K.Schum.) Melch. & Mansf.
- Alangium indochinense W.J.de Wilde & Duyfjes
- Alangium javanicum (Blume) Wangerin
- Alangium kayuniga K.M.Wong
- Alangium kurzii Craib
- Alangium kwangsiense Melch.
- Alangium ledermannii W.J.de Wilde & Duyfjes
- Alangium longiflorum Merr.
- Alangium maliliense Bloemb.
- Alangium melliferum W.J.de Wilde & Duyfjes
- Alangium meyeri Merr.
- Alangium mezianum Wangerin
- Alangium minahassicum (Bloemb.) W.J.de Wilde & Duyfjes
- Alangium nobile (C.B.Clarke) Harms
- Alangium oblongum Craib
- Alangium pallens W.J.de Wilde & Duyfjes
- Alangium pilosum Merr.
- Alangium platanifolium (Siebold & Zucc.) Harms – alangium platanolistne
- Alangium plumbeum W.J.de Wilde & Duyfjes
- Alangium polyosmoides (F.Muell.) W.J.de Wilde & Duyfjes
- Alangium premnifolium Ohwi
- Alangium qingchuanense M.Y.He
- Alangium ridleyi King
- Alangium rotundifolium (Hassk.) Bloemb.
- Alangium salviifolium (L.f.) Wangerin
- Alangium scandens Bloemb.
- Alangium sempervirens W.J.de Wilde & Duyfjes
- Alangium solomonense (Bloemb.) W.J.de Wilde & Duyfjes
- Alangium strigosum W.J.de Wilde & Duyfjes
- Alangium subcordatum W.J.de Wilde & Duyfjes
- Alangium tonkinense Gagnep.
- Alangium uniloculare (Griff.) King
- Alangium velutinum W.J.de Wilde & Duyfjes
- Alangium villosum (Blume) Wangerin
- Alangium vitiense (A.Gray) Baill. ex Harms
- Alangium warburgianum Wangerin
- Alangium yunnanense C.Y.Wu ex W.P.Fang